# نیکولای تیشچنکو
نیکولای تیشچنکو (روسی: Николай Иванович Тищенко؛ ۱۰ دسامبر ۱۹۲۶ – ۱۰ مهٔ ۱۹۸۱) بازیکن فوتبال اهل اتحاد جماهیر سوسیالیستی شوروی بود.
از باشگاه‌هایی که در آن بازی کرده‌است می‌توان به باشگاه فوتبال اسپارتاک مسکو و تیم ملی فوتبال شوروی اشاره کرد.
وی به‌همراه تیم ملی فوتبال شوروی به مقام قهرمانی فوتبال در بازی‌های المپیک تابستانی ۱۹۵۶ دست پیدا کرده‌است.